# Irvingia gabonensis
El mango africano (Irvingia gabonensis) es un árbol fanerógamo que crece en el África tropical. Aunque taxonómicamente no guarda relación con el mango (Mangifera), es llamado así por producir unos frutos comestibles similares. También son apreciadas a nivel culinario sus semillas o nueces, ricas en grasas y proteínas, que se separan de la pulpa y se usan como condimento (a veces mal llamado «chocolate»).

## Terminología
Los nombres locales incluyen:
- Andok
- Dika, odika o modika, en las distintas lenguas bantúes
- Òro en yoruba
- Obono en igbo
- Ogbono

En inglés es conocido como  African mango tree, bread tree, bush mango, duiker nut, native mango o wild mango. En francés es conocido como bobo o manguier sauvage.

## Descripción
Es un árbol de hoja perenne que alcanza los 25-40 m de altura, con tronco recto de hasta más de 2 m de circunferencia; contrafuertes a 3 m de altura, las ramas laterales son ascendentes  y hacen la copa densa y esférica.

## Distribución y hábitat
Se encuentra en lugares con lluvia densa, en la tierra seca; en bosques caducifolios mixtos, en situaciones más secas que Irvingia excelsa; a una altitud de 200-1000 metros. Es cultivada en Costa de Marfil, Ghana, Benín, Guinea Ecuatorial y las islas de Santo Tomé y Príncipe.

## Usos

### Uso maderero
La madera es suficientemente dura para usarse en construcciones pesadas como cubiertas de barcos o durmientes de ferrocarril. Las ramas muertas se utilizan como leña.
Los árboles se utilizan en sistemas agroforestales para dar sombra a otros cultivos, especialmente cacao y café. También se utilizan para reducir la erosión del suelo. En las ciudades, se ha comenzado a plantar mangos africanos para dar sombra, así como cinturones de protección o para embellecer.

### Uso culinario
Distintas culturas africanas incluyen el mango africano como parte de su dieta. Se puede comer la fruta fresca o bien procesarse para hacer gelatina, mermelada, jugo y, a veces, incluso vino. La pulpa también se usa para preparar tinte negro para la coloración de telas.

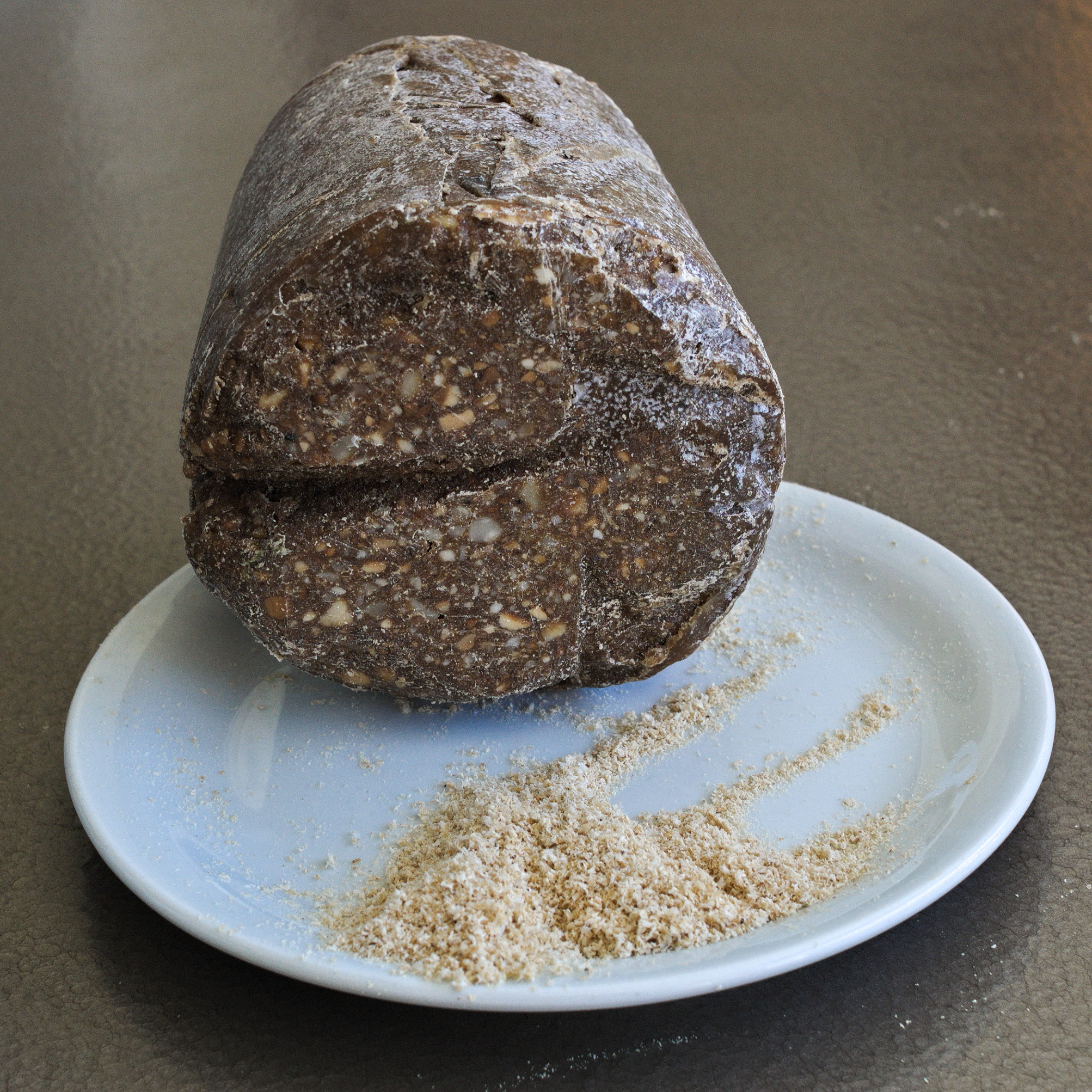
Dika o modika en piedra («chocolate»).

La cáscara de la semilla o nuez debe romperse para llegar al endospermo. Estas nueces se comen crudas o tostadas, aunque lo más común es machacarlas hasta que queda un bloque denso como una piedra, el cual es visualmente similar al chocolate, y de hecho a veces es llamado así. Las semillas se pueden prensar para producir un aceite (sólido a temperatura ambiente) para cocinar, o también para hacer jabones y cosméticos. La torta prensada se puede utilizar como alimento para el ganado o como agente espesante para sopa.
Las nueces se muelen y se utilizan como espesante y aromatizante en sopas y guisos. En la cocina ecuatoguineana es tradicional la salsa de modica, un guiso de carne. En la cocina gabonesa, un plato equivalente es el poulet à l'odika. Las nueces molidas aportan un aroma ahumado a las comidas. Cada año se comercializan miles de toneladas de semillas de dika, principalmente en África.

## Sinonimia
- Mangifera gabonensis Aubry-LeComte ex O'Rorke (1857)
- Irvingia barteri Hook.f. (1860)
- Irvingia caerulea Tiegh. (1905)
- Irvingia duparquetii Tiegh. (1905)
- Irvingia erecta Tiegh. (1905)
- Irvingia griffonii Tiegh. (1905)
- Irvingia hookeriana Tiegh. (1905)
- Irvingia pauciflora Tiegh. (1905)
- Irvingia velutina Tiegh. (1905)
- Fegimanra africana (Oliv.) Pierre
- Mangifera africana Oliv. (1868)[5]